# بخش فالکنبری
بخش فالکنبری (به سوئدی: Falkenbergs kommun) یک ناحیه شهری در سوئد است که در شهرستان هاللاند واقع شده‌است.

## خواهرخوانده
شهرهای Borgarfjörður، گینیزنا، Leirvík, Pieksämäki و Ullensaker خواهرخوانده‌های بخش فالکنبری هستند.